# Paróquia de Allen
A Paróquia de Allen é uma das 64 paróquias do estado americano da Luisiana. A sede da paróquia é Oberlin, e sua maior cidade é Oberlin. A paróquia possui uma área de 1 983 km² (dos quais 3 km² estão cobertas por água), uma população de 25 440 habitantes, e uma densidade populacional de 13 hab/km² (segundo o censo nacional de 2000). 